# Pont-Noyelles
Pour les articles homonymes, voir Pont (toponyme).
Pont-Noyelles est une commune française située dans le département de la Somme, en région Hauts-de-France.

## Géographie

### Localisation

#### Communes limitrophes
Pont-Noyelles est un bourg picard situé à 12 km au nord-est d'Amiens, sur les pentes de la rive gauche de la vallée de l'Hallue, dont le lit constitue, à l'ouest, la limite communale.
Proche d'Amiens, la commune est aisément accessible de son réseau autoroutier, avec les autoroutes A29, A16 et la rocade d'Amiens.

### Nature du sol et du sous-sol
Le sol de la commune est argilo-calcaire au nord, argileux à l'est et calcaire au sud ; tourbeux à l'ouest.

### Relief, paysage, végétation
Le relief de la commune est composé d'une vallée et de collines qui culminent à 80 m d'altitude. Le territoire est dominé par les collines de Fréchencourt, La Houssoye, Corbie et Daours.
Le paysage de plaine alterne avec des étangs et des marais où se rencontrent prairies et peupleraies.

### Hydrographie

#### Réseau hydrographique
La commune est située dans le bassin Artois-Picardie. Elle est drainée par la rivière d'Hallue, la Noelle et la Cybirre,.
L'Hallue, d'une longueur de 16 km, prend sa source dans la commune de Vadencourt et se jette  dans la Somme canalisée en limite des communes de Daours et de Vecquemont, après avoir traversé onze communes. Les caractéristiques hydrologiques de l'Hallue sont données par la station hydrologique située sur la commune. Le débit moyen mensuel est de 1,08 m3/s. Le débit moyen journalier maximum est de 4,33 m3/s, atteint lors de la crue du 20 mars 2002. Le débit instantané maximal est quant à lui de 4,45 m3/s, atteint le 11 avril 2002.

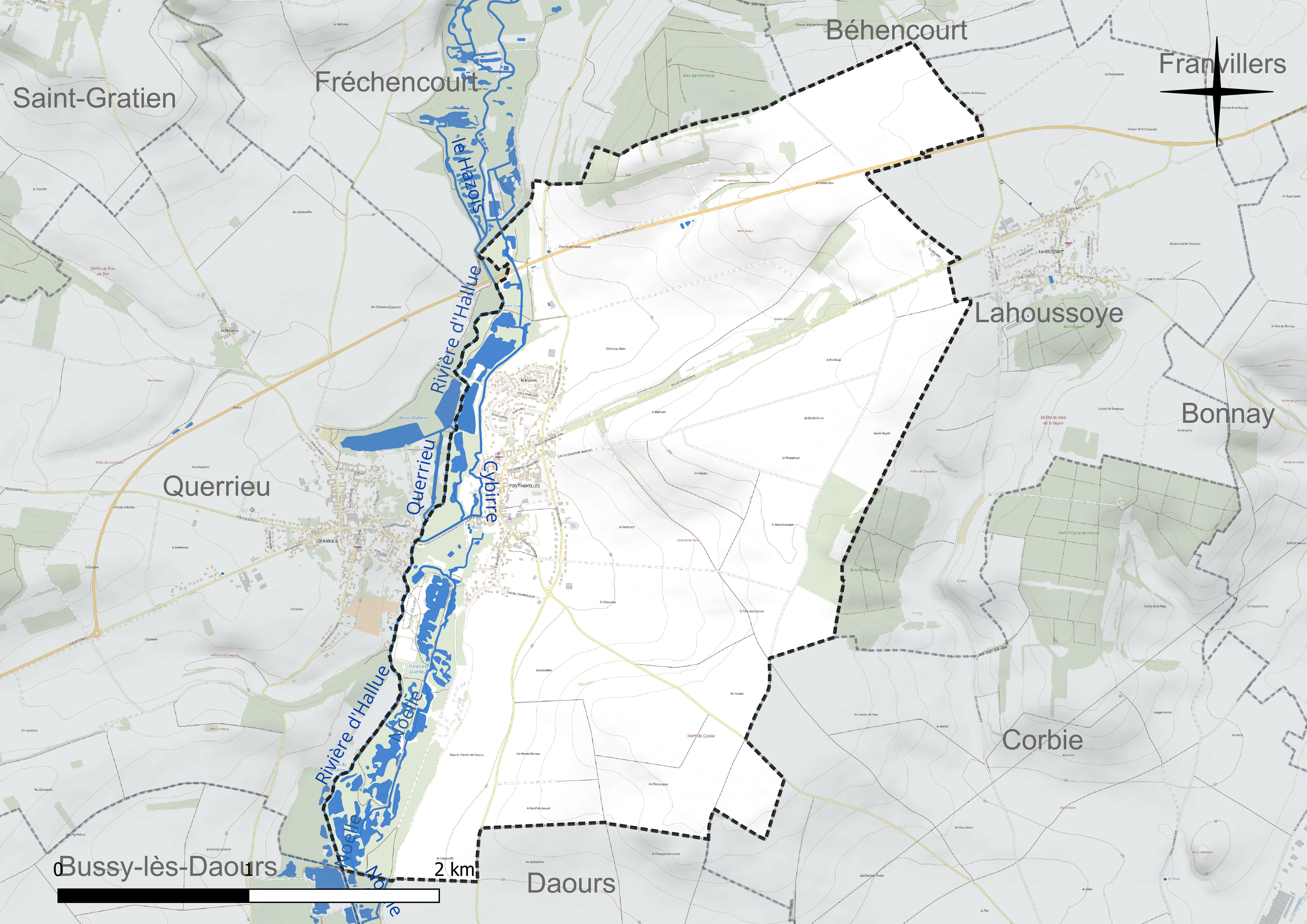
Réseau hydrographique de Pont-Noyelles.

#### Gestion et qualité des eaux
Le territoire communal est couvert par le schéma d'aménagement et de gestion des eaux (SAGE) « Somme aval et Cours d'eau côtiers ». Ce document de planification concerne un territoire de 1 835 km2 de superficie, délimité par le bassin versant de la Somme canalisée. Le périmètre a été arrêté le 29 avril 2010 et le SAGE proprement dit a été approuvé le 6 août 2019. La structure porteuse de l'élaboration et de la mise en œuvre est le syndicat mixte d'aménagement hydraulique du bassin versant de la Somme (AMEVA).
La qualité des cours d'eau peut être consultée sur un site dédié géré par les agences de l'eau et l'Agence française pour la biodiversité.

### Climat
Pour des articles plus généraux, voir Climat des Hauts-de-France et Climat de la Somme.
En 2010, le climat de la commune est de type climat océanique dégradé des plaines du Centre et du Nord, selon une étude du CNRS s'appuyant sur une série de données couvrant la période 1971-2000. En 2020, Météo-France publie une typologie des climats de la France métropolitaine dans laquelle la commune est exposée à un climat océanique et est dans la région climatique Nord-est du bassin Parisien, caractérisée par un ensoleillement médiocre, une pluviométrie moyenne régulièrement répartie au cours de l'année et un hiver froid (3 °C).
Pour la période 1971-2000, la température annuelle moyenne est de 10,5 °C, avec une amplitude thermique annuelle de 13,7 °C. Le cumul annuel moyen de précipitations est de 727 mm, avec 12,3 jours de précipitations en janvier et 8,6 jours en juillet. Pour la période 1991-2020, la température moyenne annuelle observée sur la station météorologique la plus proche, située sur la commune de Glisy à 8 km à vol d'oiseau, est de 11,1 °C et le cumul annuel moyen de précipitations est de 646,6 mm,. Pour l'avenir, les paramètres climatiques de la commune estimés pour 2050 selon différents scénarios d'émission de gaz à effet de serre sont consultables sur un site dédié publié par Météo-France en novembre 2022.

## Urbanisme

### Typologie
Au 1er janvier 2024, Pont-Noyelles est catégorisée bourg rural, selon la nouvelle grille communale de densité à sept niveaux définie par l'Insee en 2022.
Elle est située hors unité urbaine. Par ailleurs la commune fait partie de l'aire d'attraction d'Amiens, dont elle est une commune de la couronne,. Cette aire, qui regroupe 369 communes, est catégorisée dans les aires de 200 000 à moins de 700 000 habitants,.

### Occupation des sols
L'occupation des sols de la commune, telle qu'elle ressort de la base de données européenne d'occupation biophysique des sols Corine Land Cover (CLC), est marquée par l'importance des territoires agricoles (82,4 % en 2018), en diminution par rapport à 1990 (91 %). La répartition détaillée en 2018 est la suivante : 
terres arables (82,2 %), zones humides intérieures (10,4 %), zones urbanisées (6,2 %), forêts (1 %), zones agricoles hétérogènes (0,3 %). L'évolution de l'occupation des sols de la commune et de ses infrastructures peut être observée sur les différentes représentations cartographiques du territoire : la carte de Cassini (XVIIIe siècle), la carte d'état-major (1820-1866) et les cartes ou photos aériennes de l'IGN pour la période actuelle (1950 à aujourd'hui).

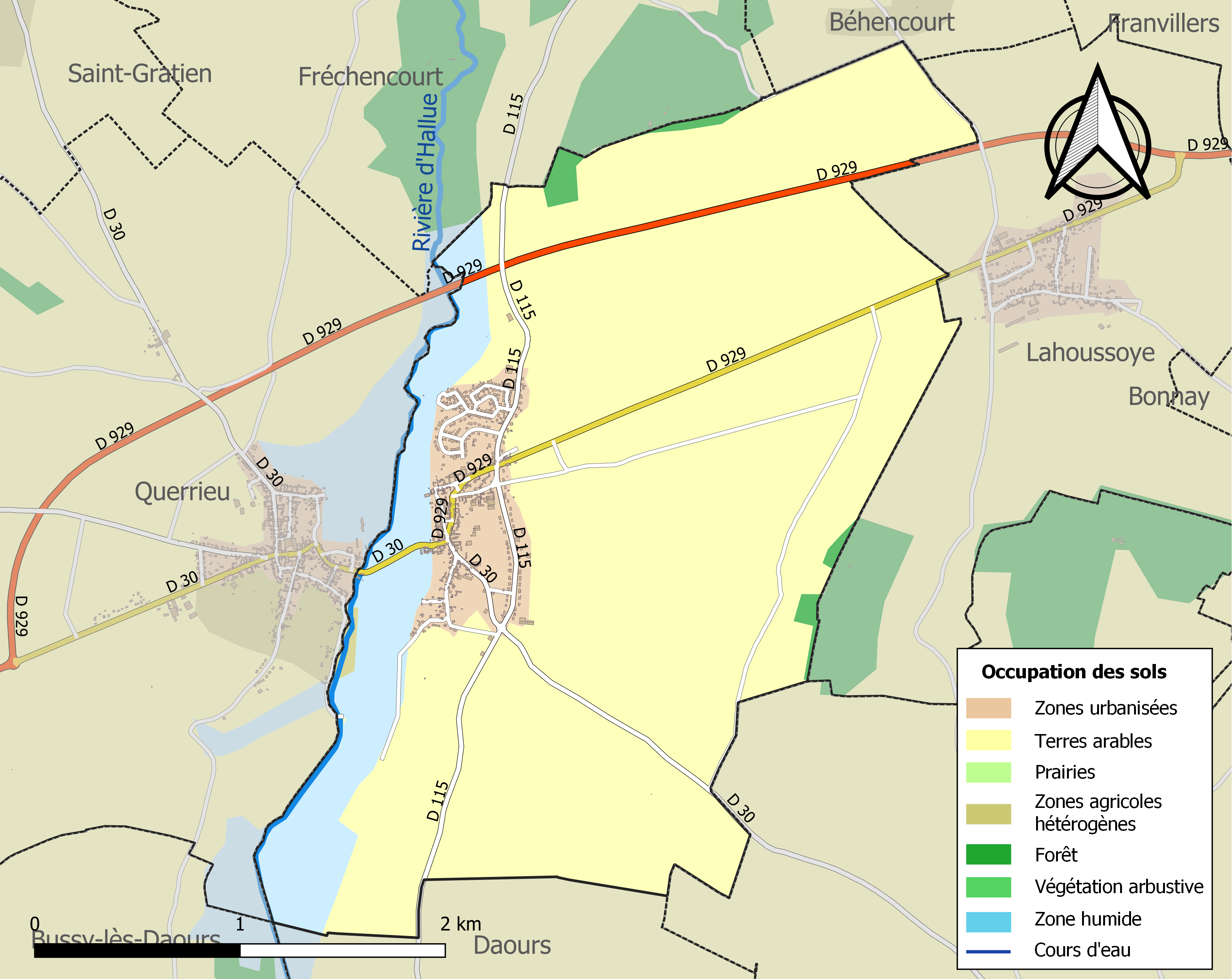
Carte des infrastructures et de l'occupation des sols de la commune en 2018 (CLC).

### Habitat
La commune de Pont-Noyelles présente un habitat groupé, le village étant construit en amphithéâtre.

### Voies de communication et transports
La commune est traversée par la RN 29 (actuelle D 929) d'Amiens à Bapaume desservant également Albert. Un déviation contourne aujourd'hui le village. Pont-Noyelles est également situé sur la route départementale (RD) 115 reliant Fréchencourt à Daours et à l'embranchement de la RD 30 vers Corbie, qui est le prolongement du chemin « La vieille chaussée », aujourd'hui disparu, qui reliait Querrieu au hameau de Noyelle (Noïelle ou Noelle) qui s'est longtemps appelé Petit-Querrieux.
Transports en commun routiers : la localité est desservie par les lignes d'autocars du réseau interurbain Trans'80 Hauts-de-France (ligne no 36).

## Toponymie
Le nom de la localité est attesté sous les formes Pons (1108) ; Pont (1167) ; Noiele (1281) ; « Noilette les la ville de Querrieu » (1451) ; Pons en Amienois (1672) ; Pont les Querrieux (1781) ; Pons Noielle (1757) ; Pont-Noyelle (1761) ; Pont Noyelles (1764) ; Pons Noyelle (1778) ; Le Pont-Noyelle (1830).
Composé de pont et de Noyelles, le pont sur l'Hallue reliait le hameau de Noyelles à Querrieu.
Noyelles, latinisé en Nigella au IXe, sur la base de l'homonyme nielle. Toponyme gaulois composé de *novio, latinisé en Nigella aux IXe et Xe siècles (« neuf, nouveau » → voir Noyon) et *ialo- (« clairière, lieu défriché, essart » → voir Neuilly et Noailles). Le toponyme se rencontre principalement dans la France du Nord (Nord-Pas-de-Calais et Picardie, Normandie, Bretagne) et dérive, selon Guy Souillet, dans sa Chronique de toponymie, du celtique Nigella, qui désigne une « dépression humide », un « lieu marécageux ».

## Histoire

### Moyen Âge

#### La seigneurie de Saint Vaast
L'abbaye Saint-Vaast d'Arras est fondée vers l'an 600 par Clotaire Ier avec une importante donation de terres. Vers 630, saint Aubert, évêque de Cambrai et d'Arras, fait transférer les reliques de saint Vaast, catéchiste de Clovis et premier évêque d'Arras. Au XIe siècle, des paysans originaires du Beauvaisis sont envoyés à Pont pour cultiver les terres de l'abbaye.
L'abbaye est représentée par une maison seigneuriale de Pont-Querrieux, avec un fermier pour les terres qu'elle possède en toute propriété de part et d'autre de l'Hallue et toutes celles sur lesquelles elle a des droits de dîme et de champart, le seigneur de Querrieu étant homme-lige de l'abbaye pour les propriétés de celle-ci à Querrieu.
Les marais de la vallée de l'Hallue séparant les deux villages de Querrieu et de Pont, étant des biens communaux d'une superficie de 270 journaux,, relèvent de la seigneurie de Querrieu, mais les abbés de Saint-Vaast obtiennent les mêmes droits pour les habitants de Pont que pour ceux de Querrieu.
Les relations entre les deux seigneuries ont fait l'objet de nombreuses chartes :
- en 1146, Carta Theodorici Ambianensis episcopi de censu canonici Ambianensis debent apud Pons de terra ;
- en 1170, Carta Gerardi, vice dominici de Hospitibus quos Fulco dominus de Kierru dedit domini de Pontibus et de manso apud Kierru ;
- en 1224, Carta Gaufridi episcopi Ambianensis de quadam terra sita apud Kierru quae debet terragium domini Sancti Vedasti de Pontibus, quam terram Guibertus quandam cantor Remensis dedit in cleemosinam hospitibus Ambianensibus ;
- en 1225, Arbitrium prolatum a Th. Archidiacono et J. poenitentiario Ambianensibus pro Santo Ecclesia Sancti Vedasti contra Scabinos et homines de Pontibus super decimationibus et terragis ejusdem Villae ;
- en 1229, Carta Bernardi, domini de Kierru, de compositione inter Ecclesiam Sancti Vedasti et ipsum super lege villae de Pontibus et infracturis ibidem emergentibus qualiter debeat tractari per Scabinas ;
- en 1239, jugement d'arbitres, Bernard de Querrieu contre l'abbé de Saint Vaast, à propos des herbes du marais de Querrieux ;
- en 1284, remise de l'avouerie de Pont et lettres de l'Official d'Amiens sur la remise de l'Avourie de Pont à l'abbaye Saint-Vaast d'Arras ;
- en 1284, droits de l'abbé et des religieux au moulin de Querrieux ;
- en 1289, concession des marais de Querrieux aux habitants dudit lieu ;
- en 1315, arbitrage touchant le faucillage et quelques terrages à Pont-Querrieux ;
- en 1318, restitution de l'usage des marais aux habitants de Pont.

#### Pontes et Noilette sont séparés de Querrieux
En 1451, deux hameaux de Querrieu, Pontes et Noilette situés sur la rive gauche de l'Hallue obtiennent leur autonomie. Les deux entités réunies par la continuité du bâti prennent le nom de Pont-Noyelle. L'église Saint-Martin est construite au XVe siècle.

### Epoque moderne

#### Combat de 1597
Le 29 août 1597, au cours du siège d'Amiens par l'armée royale, le roi Henri IV est informé de l'approche d'une troupe protégeant un convoi de vivres destinés au ravitaillement des troupes espagnoles occupant la ville. À la tête d'une troupe de carabins et de gentilshommes, le roi se lance au-devant de l'ennemi. Le choc a lieu près du bois de Querrieu ; les Espagnols s'enfuient en direction du nord-est.
En face de l'église de Pont, un cavalier se précipite avec une furie indescriptible vers un officier espagnol en criant : "À moi, Tornanos, je suis Antoine Olivier, le fauconnier". Celui-ci avait été fait prisonnier et enfermé au beffroi d'Amiens sur l'ordre du capitaine espagnol, mais il avait réussi à s'échapper. On comprend avec quelle ardeur il veut se venger. Renversant ceux qui s'opposent à son passage, il arrive sur Tornanos et une lutte gigantesque s'engage d'estoc et de taille. Après quelques minutes de combat, le capitaine sent son arme lui échapper, tout aussitôt il prend son pistolet et le décharge dans la figure d'Olivier. Celui-ci, le visage couvert de sang, porte un coup droit dans la figure de son adversaire ; Tornanos pousse une imprécation, vide les étriers et tombe mort sur le sol.
Pendant que se déroule ce combat singulier, Henri IV poursuit ses adversaires en direction d'Encre.
En 1768,les bâtiments de la ferme de Saint-Vaast à Pont sont abandonnés et remplacés par de nouveaux bâtiments sur le territoire de Querrieu. Le fermier chargé du recouvrement des dîmes et champarts dus à l'abbaye, attire l'hostilité des autres laboureurs. À la fin de 1786, il écrit à l'abbé de Saint-Vaast  pour se plaindre des vexations des habitants de Pont et de Querrieu : "Ils deviennent de pis en pis et, si l'abbaye ne fait pas un exemple, il n'y aura rien à leur épreuve. Ils ont, deux fois différentes, mis sur les bastiments du curé des momies de paille revêtues de haillons avec les écriteaux les plus infâmes. Non contents de cela, ils ont étendu leur rage jusque votre procureur fiscal. Ils ont jeté dans son puits le sang d'une vache morte depuis quelques jours, ce qui a empoisonné l'eau du puits".

#### Partage des marais communaux

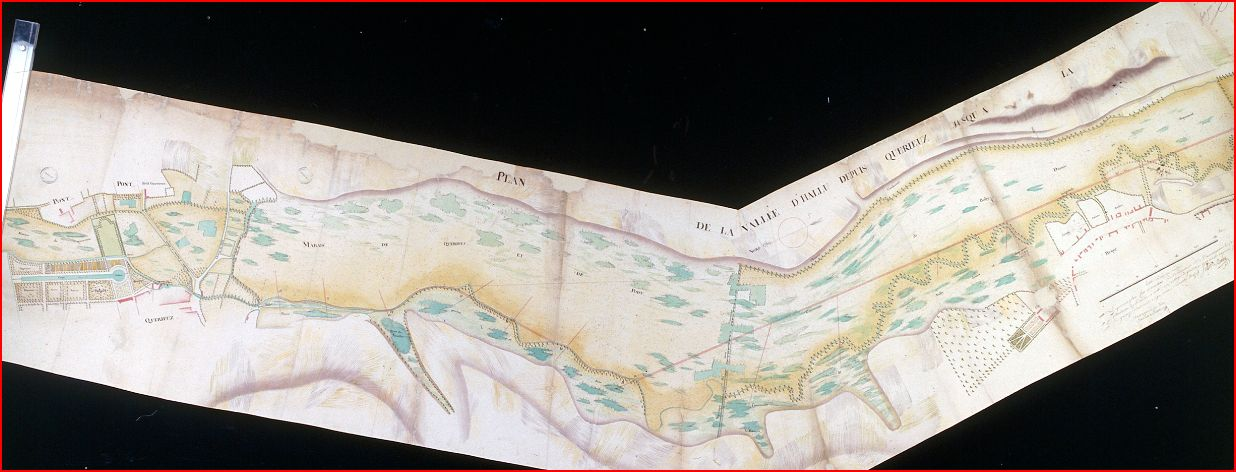
Marais communaux de Pont et Querrieu en 1757.
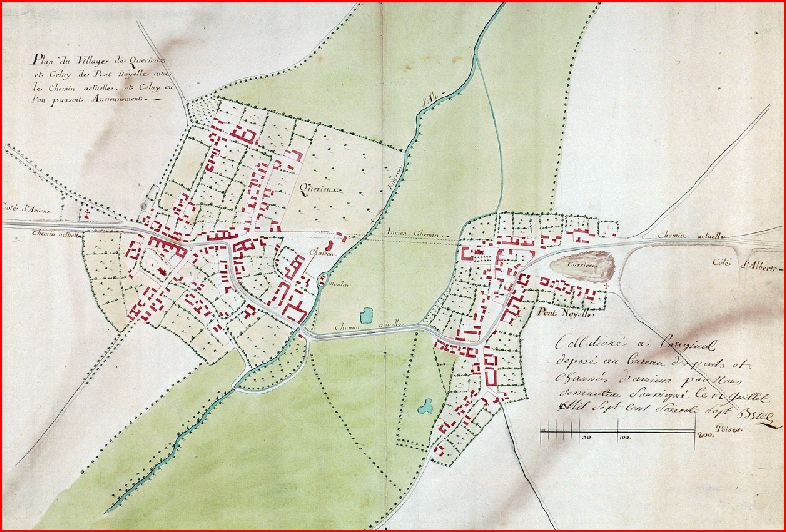
Les villages de Pont-Noyelle et de Querrieu en 1767.

En 1669, une ordonnance royale des Eaux et Forêts, article 4, titre XXV, stipule que « ...le tiers des bois, prés, landes, pâtures, etc. étant de la concession gratuite des seigneurs, pourra être distrait et séparé au profit desdits seigneurs en cas qu'ils le demandent et que les deux autres tiers suffisent aux besoins de la communauté ». Les villageois vont tirer parti de cette ordonnance pour réclamer la propriété des deux autres tiers.

### Époque contemporaine

#### Révolution française

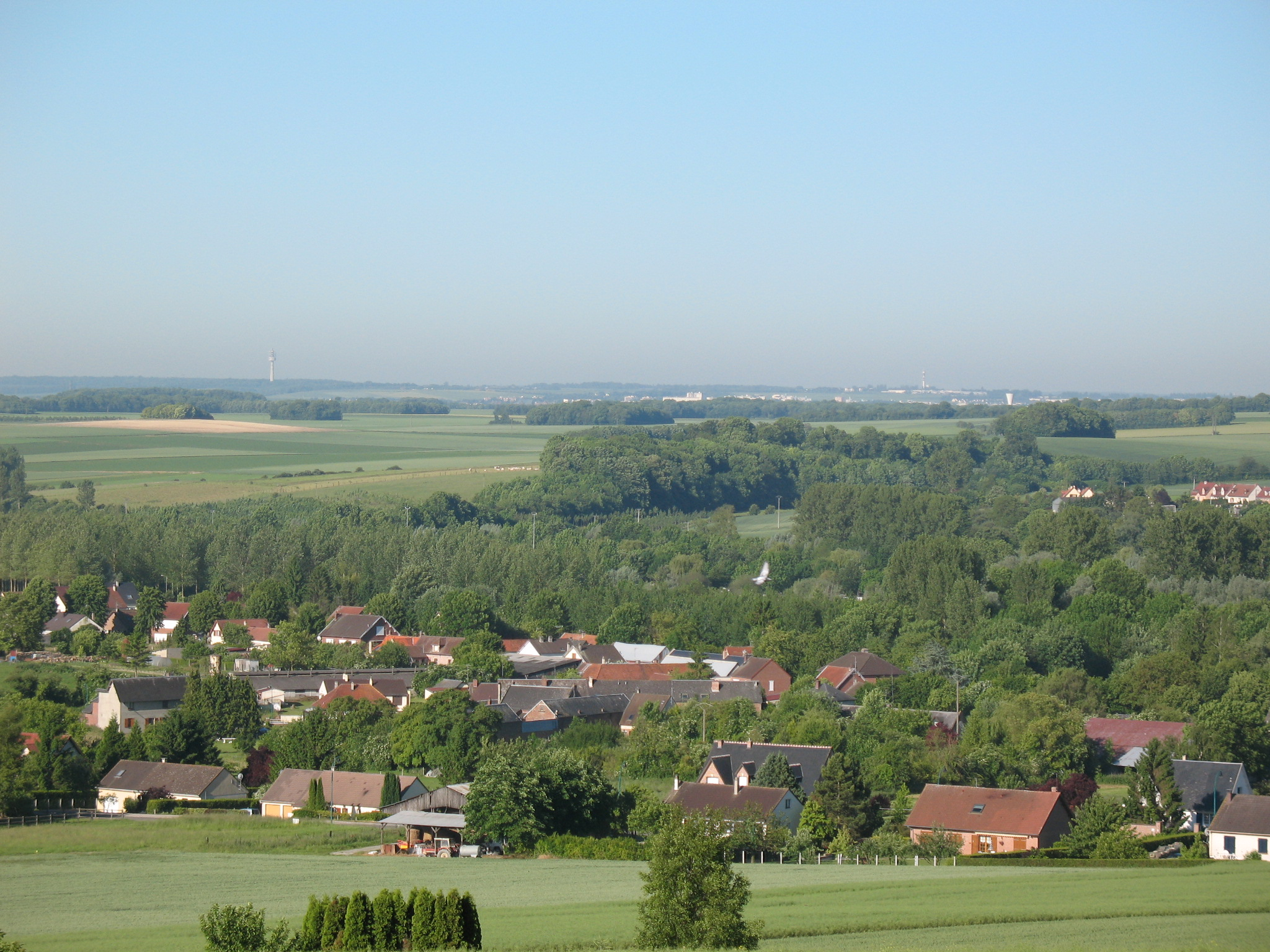
Peupleraie et prairie en aval de Pont-Noyelles.

En 1789, tous les biens de l'abbaye Saint-Vaast d'Arras deviennent propriétés de la Nation. Le 27 avril 1792, leur mise en adjudication a lieu en la ci-devant maison conventuelle de Saint-Jean d'Amiens. La vente comporte trois articles :
- Article 1 : 204 journaux de terre en 14 pièces sur le territoire de Pont, nommées « le Grand Marché de Pont » sont adjugés pour 60 000 livres à la veuve d'un marchand de laines d'Amiens ;
- Article 2 : Une maison et bâtiments d'exploitation, 153 journaux de terre en 3 pièces, sur le territoire de Querrieu, le tout nommé « Ferme de Saint-Vaast », le tout adjugé pour 70 200 livres à un bourgeois d'Amiens ;
- Article 3 : 283 journaux de terre en 27 pièces sur le territoire de Pont. La vente est reportée pour une nouvelle division en lots.

L'abbaye de Saint-Vaast perdit en 1789 la totalité de ses biens et de ses droits seigneuriaux et le ci-devant seigneur de Querrieu obtint en 1821, par jugement n° 6, la pleine propriété des marais situés au nord de la route d'Amiens à Albert.

#### La fin du partage des biens communaux
Commencés en 1742, par une tentative d'aliénation d'une partie des marais communaux par les habitants de Pont et de Querrieu, les procédures entre les deux seigneuries et les habitants, se poursuivent jusqu'en 1842, avant d'aboutir au partage final entre les municipalités de Pont et de Querrieu.
La contenance restant à diviser est alors de 78 hectares, connus sous les noms de « Grand marais » sur la rive gauche de l'Hallue, « le Houillon » et « la Queue du Houillon » sur la rive droite. Le partage proposé par les deux municipalités est entériné par arrêté préfectoral le 8 mai 1840, homologué par ordonnance royale du 4 novembre 1842, est fait au prorata du nombre de feux (ménages et demi-ménages). 45 hectares sont attribués à Querrieu et 33 à Pont-Noyelles, chacune des deux communes jouissant et disposant du lot qui lui est assigné, en toute propriété.

#### Nicolas Pillon, curé de Pont
Jean-Baptiste Nicolas Pillon, né à Tours en 1762, devient curé de Pont-Noyelles en 1790.
Le 15 germinal de l'an III (4 avril 1795), l'arbre de la liberté de Pont, installé sur la place de la commune est coupé et enlevé. La municipalité en rend le curé responsable, d'autant que la même nuit, des femmes ont tenté de s'introduire dans l'église pour en retirer les eaux et terres servant à la fabrication du salpêtre. Le 23 germinal, un procès-verbal signé par vingt-sept habitants de Pont et adressé aux administrateurs révolutionnaires du district d'Amiens, expose que le citoyen Nicolas Pillon est accusé à tort. Malgré une demande d'expulsion formulée par le maire, Nicolas Pillon reste à Pont.
En l'an V, les attaques reprennent contre Nicolas Pillon. Le 30 pluviôse de l'an V (18 février 1797), le commissaire du Directoire exécutif près l'administration du canton de Querrieux, accuse Nicolas Pillon de ne pas avoir prêté le serment voulu par la loi du 14 août 1792, et d'être parvenu à toucher jusqu'au 30 frimaire de l'an IV (21 décembre 1795) la pension accordée par les Lois aux ci-devant prêtres qui s'y étaient soumis. Pendant des mois, les administrations d'Amiens et de Paris échangent des correspondances au sujet de l'affaire Pillon.
Le 27 frimaire de l'an VI, le Directoire exécutif près l'administration centrale du département de la Somme, ordonne la déportation du nommé Nicolas Pillon. Nicolas Pillon part d'Amiens sous bonne escorte le 13 ventôse de l'an VI (3 mars 1798) sur le navire  La Bayonnaise à destination de la Guyane où il arrive le 8 vendémiaire de l'an VII (29 septembre 1798). Il décède à Sinnamary le 15 novembre 1798.

#### Bataille de Pont-Noyelles, 1870
La commune a été le théâtre d'une des batailles de la guerre franco-prussienne de 1870, la bataille de l'Hallue, qui se déroulera les 23 et 24 décembre 1870,.
Un odonyme local (rue du 23-Décembre-1870) rappelle cet événement.
A Amiens, un des boulevards extérieurs porte le nom de boulevard de Pont-Noyelles en mémoire de la bataille.

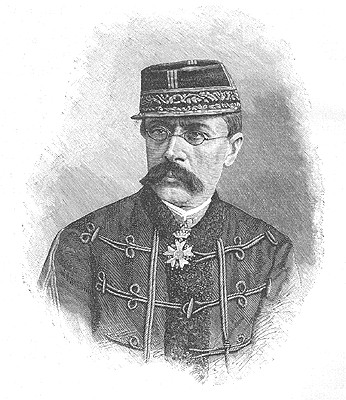
Général Faidherbe, 1860.
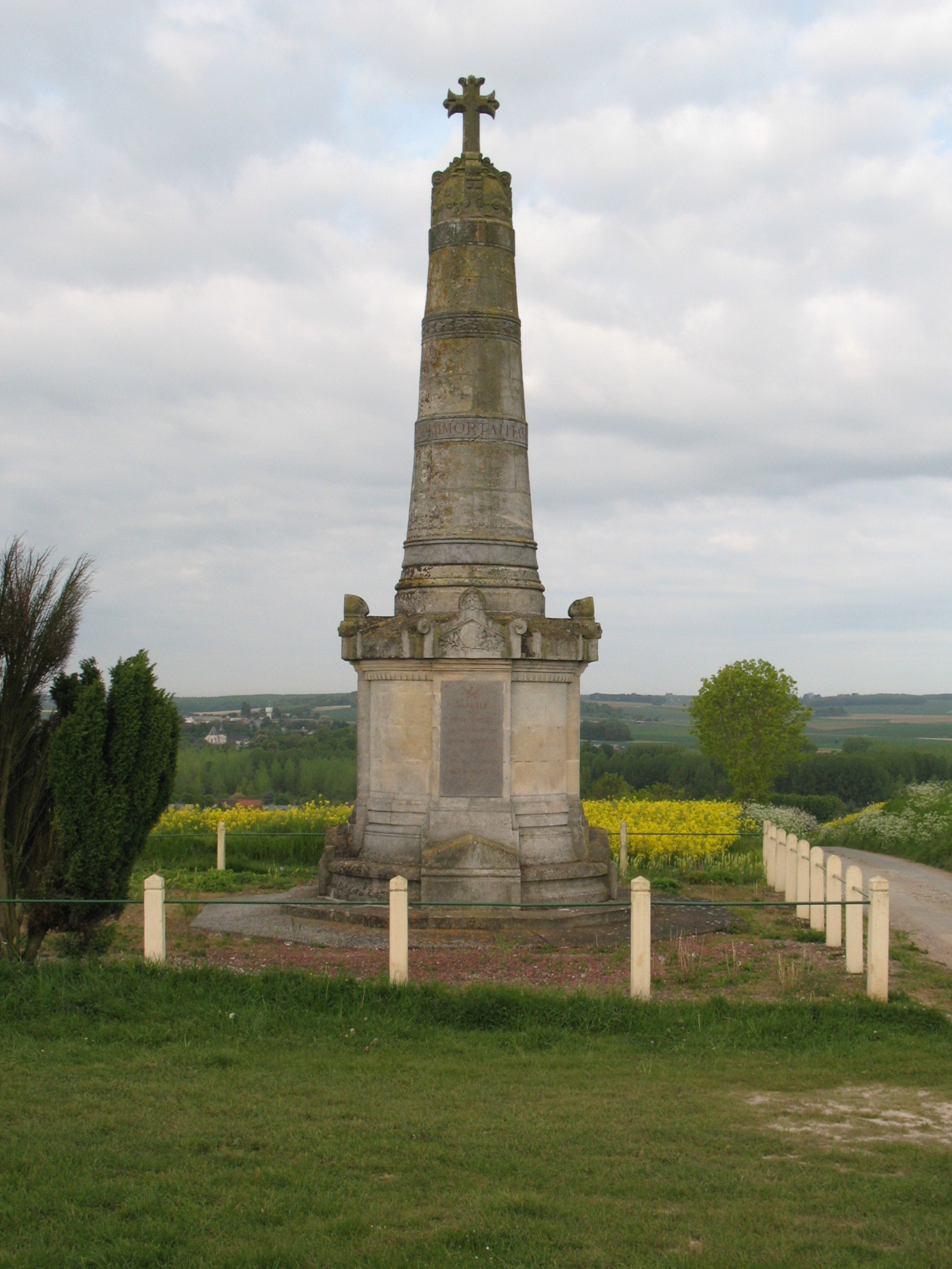
Colonne Faidherbe, 1875.
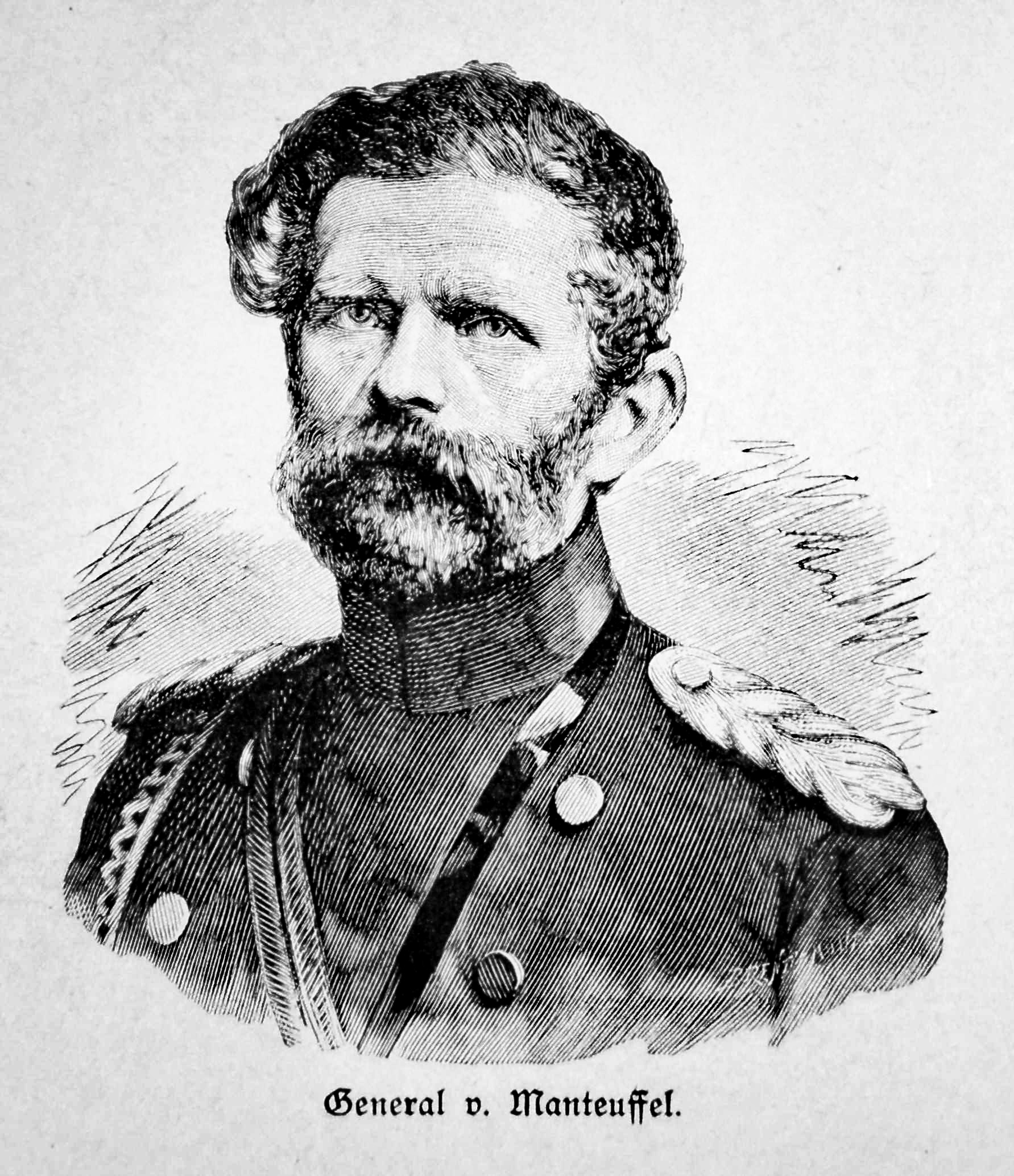
Général von Manteuffel.

## Politique et administration

### Rattachements administratifs et électoraux
La commune se trouve dans l'arrondissement d'Amiens du département de la Somme. Pour l'élection des députés, elle fait partie depuis 2012 de la quatrième circonscription de la Somme.
Elle faisait partie de 1793 à 1801 du canton de Querrieu, année où elle intègre le canton de Villers-Bocage. Dans le cadre du redécoupage cantonal de 2014 en France, la commune est désormais rattachée au canton de Corbie.

### Intercommunalité
La commune faisait partie de la communauté de communes Bocage Hallue créée fin 1999.
Dans le cadre des dispositions de la loi portant nouvelle organisation territoriale de la République du 7 août 2015, qui prévoit que les établissements publics de coopération intercommunale (EPCI) à fiscalité propre doivent avoir un minimum de 15 000 habitants, la préfète de la Somme propose en octobre 2015 un projet de nouveau schéma départemental de coopération intercommunale (SDCI) qui prévoit la réduction de 28 à 16 du nombre des intercommunalités à fiscalité propre du Département.
Ce projet prévoyait la « fusion des communautés de communes du Bernavillois, du Doullennais et de Bocage Hallue », le nouvel ensemble de 34 661 habitants regroupant 70 communes. À la suite de l'avis favorable du Doullennais, du Bernavillois, de l'avis défavorable de Bocage-Hallue (dont une partie des communes souhaitait rejoindre la communauté d'agglomération Amiens Métropole), la commission départementale de coopération intercommunale donne un avis favorable à la fusion en mars 2016, qui intervient le 1er janvier 2017, créant la communauté de communes du Territoire Nord Picardie, à laquelle Pont-Noyelles est intégrée contre son gré.
Le 1er janvier 2018, Pont-Noyelles obtient de quitter la communauté de communes du Territoire Nord Picardie  et rejoint la communauté de communes du Val de Somme,, dont elle est désormais membre.

### Liste des maires
De 1790 à 1801, la commune de Pont-Noyelles relève de l'Administration du canton et de la Justice de paix de Querrieux.
En l'an VII et jusqu'au 10 germinal an VIII (30 mars 1800), tous les mariages civils du canton sont prononcés au chef-lieu, conformément à l'article IV de la Loi du 13 fructidor an VI (30 août 1798).
| Période                                  | Période                      | Identité             | Étiquette | Qualité                        |
| ---------------------------------------- | ---------------------------- | -------------------- | --------- | ------------------------------ |
| Les données manquantes sont à compléter. |                              |                      |           |                                |
| avant 1988                               | 2008                         | Jacky Durier         |           |                                |
| mars 2008                                | 2014                         | Jean-Pierre Dhainaut |           |                                |
| 2014                                     | En cours (au 8 octobre 2020) | Jacky Durier         |           | Réélu pour le mandat 2020-2026 |

## Démographie
L'évolution du nombre d'habitants est connue à travers les recensements de la population effectués dans la commune depuis 1793. Pour les communes de moins de 10 000 habitants, une enquête de recensement portant sur toute la population est réalisée tous les cinq ans, les populations de référence des années intermédiaires étant quant à elles estimées par interpolation ou extrapolation. Pour la commune, le premier recensement exhaustif entrant dans le cadre du nouveau dispositif a été réalisé en 2004.

En 2022, la commune comptait 815 habitants, en évolution de −4 % par rapport à 2016 (Somme : −1,26 %, France hors Mayotte : +2,11 %).
| 1793 | 1800 | 1806 | 1821 | 1831 | 1836 | 1841 | 1846 | 1851 |
| ---- | ---- | ---- | ---- | ---- | ---- | ---- | ---- | ---- |
| 485  | 493  | 514  | 539  | 607  | 612  | 674  | 690  | 677  |

| 1856 | 1861 | 1866 | 1872 | 1876 | 1881 | 1886 | 1891 | 1896 |
| ---- | ---- | ---- | ---- | ---- | ---- | ---- | ---- | ---- |
| 658  | 663  | 642  | 649  | 693  | 666  | 635  | 566  | 520  |

| 1901 | 1906 | 1911 | 1921 | 1926 | 1931 | 1936 | 1946 | 1954 |
| ---- | ---- | ---- | ---- | ---- | ---- | ---- | ---- | ---- |
| 476  | 450  | 430  | 398  | 383  | 351  | 348  | 304  | 287  |

| 1962 | 1968 | 1975 | 1982 | 1990 | 1999 | 2004 | 2006 | 2009 |
| ---- | ---- | ---- | ---- | ---- | ---- | ---- | ---- | ---- |
| 303  | 326  | 538  | 715  | 800  | 789  | 744  | 725  | 730  |

| 2014 | 2019 | 2022 | - | - | - | - | - | - |
| ---- | ---- | ---- | - | - | - | - | - | - |
| 821  | 821  | 815  | - | - | - | - | - | - |

## Économie

### Activités économiques et de services
L'agriculture domine toujours l'activité de la commune.

## Culture locale et patrimoine

### Lieux et monuments

#### Colonne Faidherbe
La « colonne Faidherbe »,  Inscrit MH (2003). Inscrite à l'Inventaire supplémentaire des Monuments Historiques le 29 septembre 2003 (ISMH). C'est l'un des rares lieux de mémoire de la guerre de 1870.
Elle a été érigée à l'emplacement du poste de commandement du général Faidherbe lors de la bataille de l'Hallue au cours de la guerre de 1870 les 23 et 24 décembre 1870. Les combats de Pont-Noyelles ne furent guère favorables aux Français.
Le monument construit en pierre calcaire de l'Oise a une hauteur de dix mètres. Il a pu être édifié, grâce à une souscription publique.
La colonne se situe sur une hauteur, dans la plaine, à l'est du village de Pont-Noyelles, au lieu-dit les Vignes  ou encore la Bahotte. L'architecte Edmond Duthoit assura la direction des travaux.

#### Église paroissiale
L'église dédiée à saint Martin est située au bord de la Sybirre, affluent de l'Hallue. Elle est bâtie en pierre blanche et brique.

#### Cimetière communal
- Chapelle Notre-Dame-de-la-Pitié : cette chapelle de style gothique qui s'élève au centre du cimetière, a été reconstruite en 1858. Elle abrite des fragments de vitraux anciens, provenant de l'ancienne église paroissiale, représentant saint Martin, saint Joseph, la Vierge et le Christ, remis en plomb en 1859. Elle contient la pierre tombale d'Antoine Postel curé de Pont et de Querrieu décédé en 1741[49],[50].

- Ossuaire allemand : tombe collective de soldats allemands morts à la bataille de Pont-Noyelles 23-24 décembre 1870.
- Ossuaire français : tombe collective de 68 soldats français morts à la bataille de Pont-Noyelles 23-24 décembre 1870.
- Tombe de deux soldats français : tombe pour deux soldats français morts le 23 décembre 1870.
- Tombes de soldats du Commonwealth : trois tombes de soldats britanniques morts pendant la Première Guerre mondiale.
- Croix en fer forgé[51].

### Photos

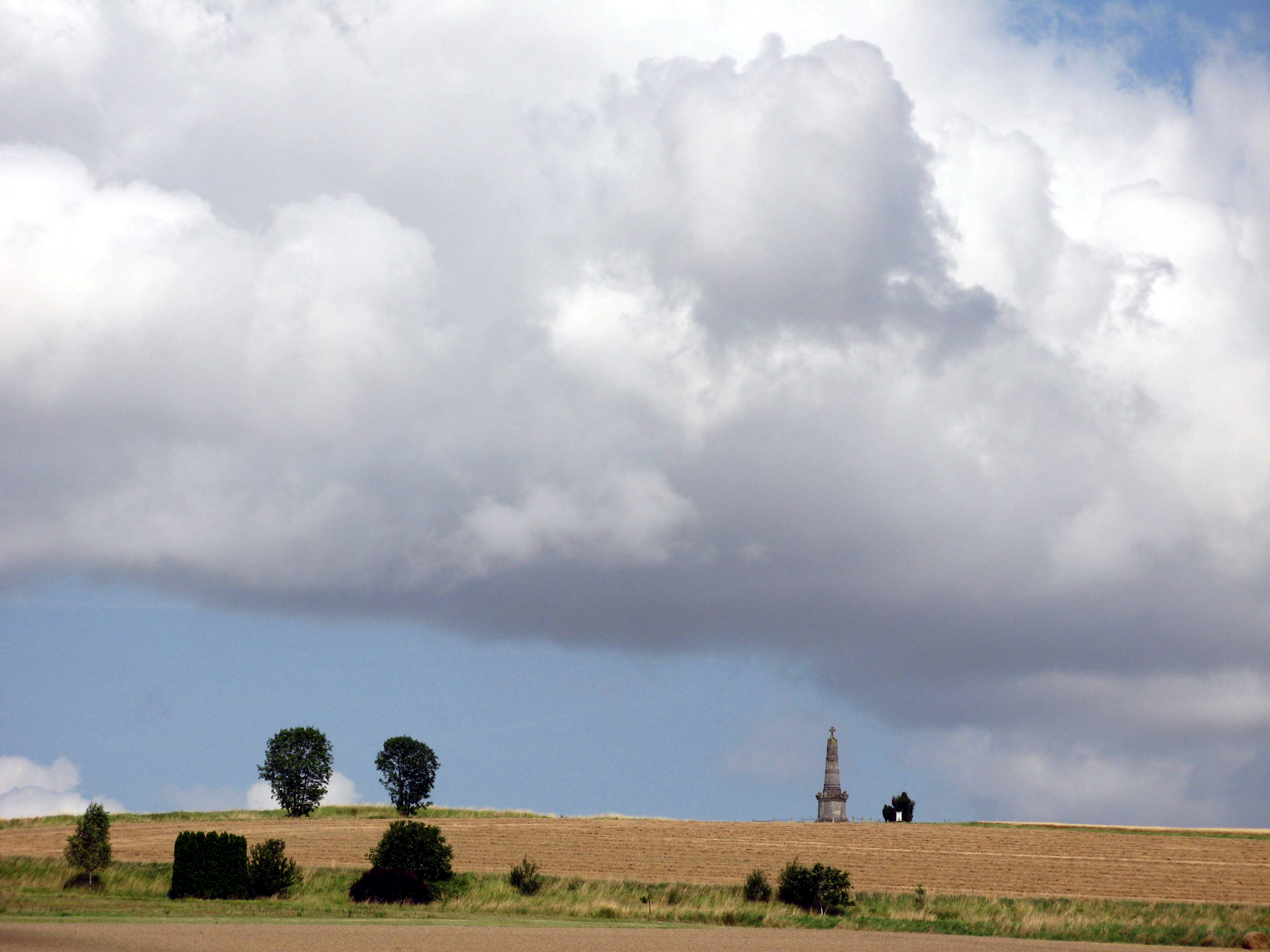
La colonne Faidherbe, dressée sur une petite hauteur dominant le village dans sa vallée.
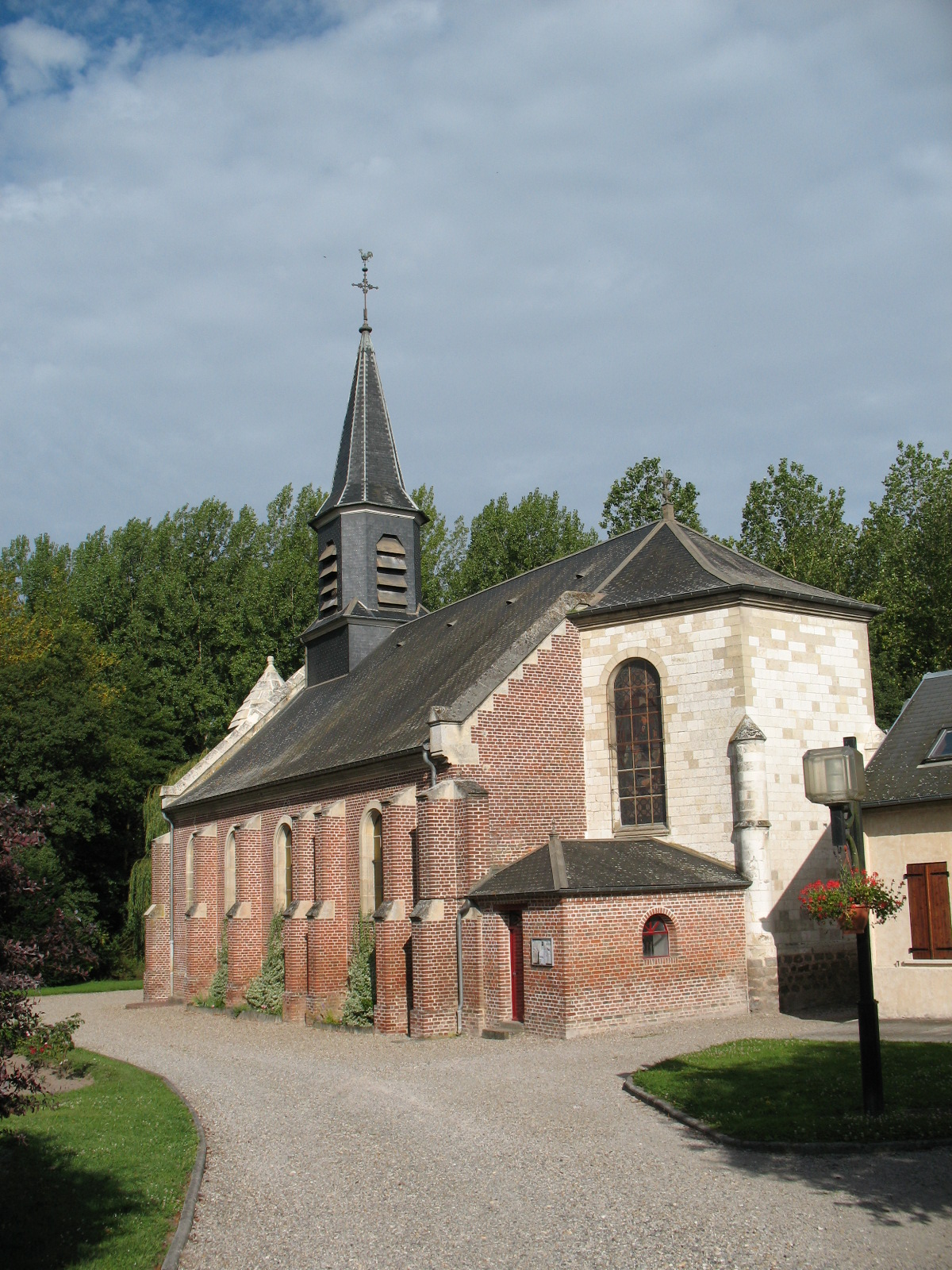
Église de Pont-Noyelles.
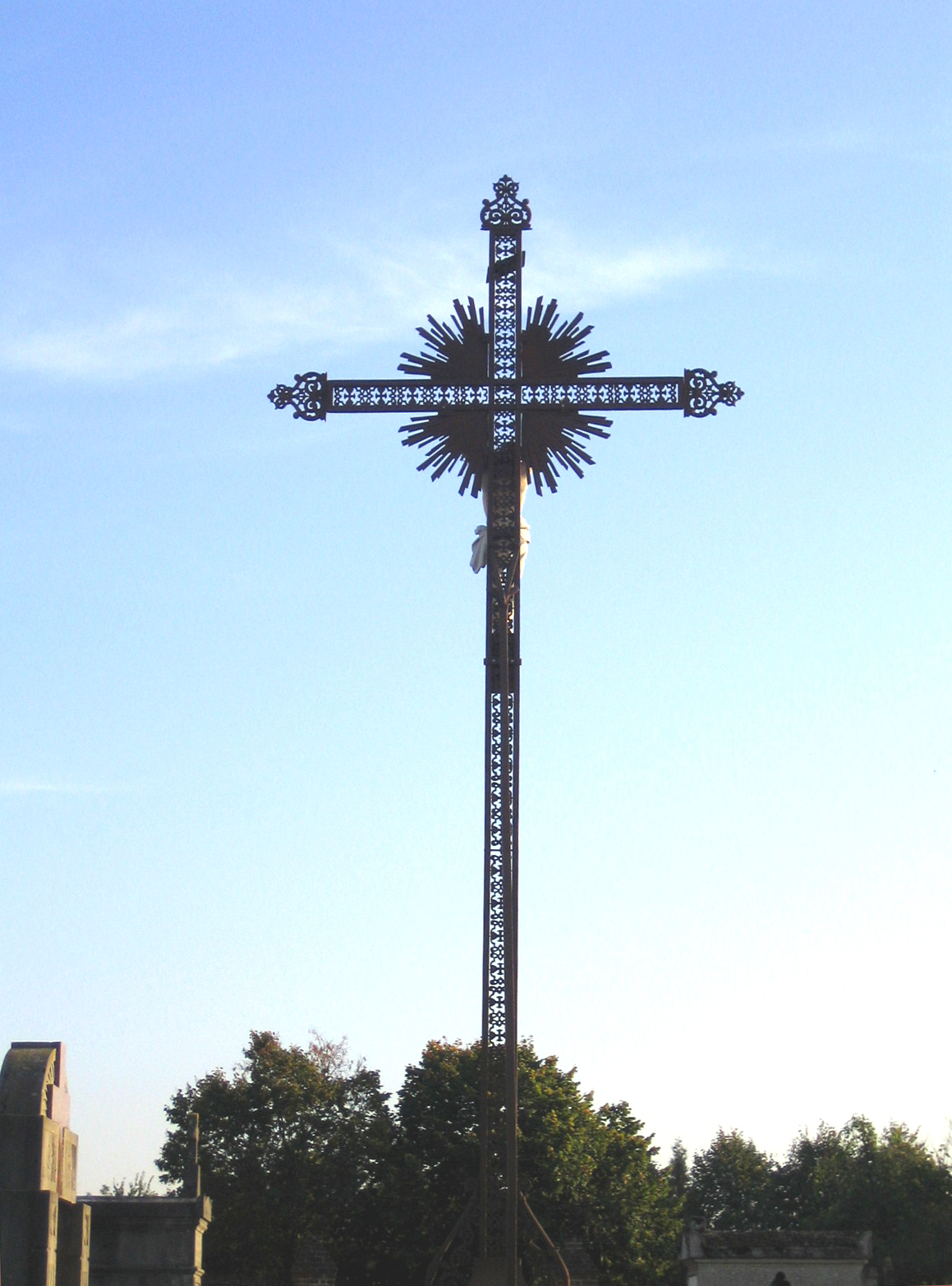
La haute croix en fer forgé du cimetière.

### Personnalités liées à la commune
- Général Faidherbe.

### Héraldique
| Blason de Pont-Noyelles | Blason  | Coupé ondé : au 1er parti au I d'azur à la colonne Faidherbe d'argent et au II de gueules à saint Martin à cheval d'or, au 2d de sinople au pont isolé de trois arches d'argent, maçonné de sable et accompagné de trois nymphales [feuilles de nénuphar] d'or.                 |
| Blason de Pont-Noyelles | Détails | Le blason montre : le pont éponyme, les nénuphars du marais, saint Martin, patron de l'église et le monument dit « la colonne Faidherbe » qui évoque la bataille de Querrieu-Pont-Noyelles en 1870. Création des écoliers de la commune et Jean-François Binon adoptée en 2016. |

## Pour approfondir